# Морозов, Иван Константинович (генерал-майор)
Иван Константинович Морозов (6 января 1905, станица Кагальницкая, область Войска Донского — 11 июля 1979, Волгоград) — советский военный деятель, генерал-майор (1 марта 1943).

## Начальная биография
Иван Константинович Морозов родился 6 января 1905 года в станице Кагальницкая ныне Кагальницкого района Ростовской области.

## Военная служба

### Гражданская войны
В июне 1918 года призван в ряды РККА и направлен в отряд Середы в составе в 1-го Крестьянского полка, после чего красноармейцем-разведчиком принимал участие в боевых действиях в районе станицы Кущёвская и на реке Маныч против войск под командованием А. И. Деникина и А. Г. Шкуро.
С марта 1919 года служил разведчиком в составе 3-го эскадрона 20-го Сальского кавалерийского полка (4-я Ленинградская кавалерийская дивизия, 1-я Конная армия), после чего участвовал в боевых действиях под Царицыном, а также в Воронежско-Касторненской, Харьковской, Донбасской, Ростово-Новочеркасской и Северокавказской операциях и Егорлыкском сражении. В мае 1920 года 4-я дивизия была передислоцирована на Западный фронт, где во время советско-польской войны вела бои в районе Житомира, Новоград-Волынского, Житомира и Замостья, а затем в период с октября по ноябрь 1920 года на территории Крыма — против войск под командованием П. Н. Врангеля и Н. И. Махно.
За боевые отличия Иван Константинович Морозов в 1922 году был награждён шашка от РВС РСФСР.

### Межвоенное время
С июня 1923 года служил в 25-м Новочеркасском стрелковом полку (9-я Донская стрелковая дивизия, Северокавказский военный округ), а в октябре того же года направлен на учёбу на 11-е Новочеркасские курсы краскомов, после окончания которых в апреле 1924 года вернулся в полк, где служил на должностях командира отделения, старшины роты, командира роты конных разведчиков.
В ноябре 1927 года Морозов направлен на учёбу в Северо-Кавказскую горских национальностей кавалерийскую школу в Краснодаре, во время которой исполнял должности помощника командира взвода, старшины 2-го эскадрона курсантов и курсового командира. После окончания учёбы в мае 1930 года направлен в 77-й кавалерийский полк (10-я кавалерийская дивизия), где служил на должностях командира взвода пулемётного эскадрона, полковой школы, политрука 5-го эскадрона, командира и политрука эскадрона.
В августе 1934 года направлен в распоряжение начальника Ейской школы морских лётчиков, после чего служил на должностях помощника начальника штаба и коменданта 30-й морской крейсерской авиаэскадрильи, которая вскоре была передислоцирована на Дальний Восток и находилась в бухте Суходол.
С мая 1935 года находился в распоряжении 6-го отдела ОКДВА и вскоре был назначен на должность командира и комиссара отдельного кавалерийского эскадрона в составе 1-й Тихоокеанской дивизии, а в апреле 1936 года — на должность начальника штаба отдельного разведывательного батальона (39-я стрелковая дивизия, 1-я Отдельная Краснознамённая армия), находясь на которой, в 1938 году принимал участие в боевых действиях на озере Хасан. В октябре того же года назначен на должность начальника штаба 116-го стрелкового полка, однако уже в декабре был переведён в 31-ю кавалерийскую дивизию, где был назначен на должность начальника штаба 84-го кавалерийского полка, в августе 1939 года — на должность командира 79-го кавалерийского полка, преобразованного вскоре в 12-й Алтайский кавалерийский, а в марте 1941 года — на должность командира 29-го мотоциклетного полка (30-й механизированный корпус, Дальневосточный фронт).

### Великая Отечественная война
С началом войны подполковник Морозов находился на прежней должности.
В январе 1942 года назначен на должность заместителя командира 66-й стрелковой дивизии (35-я армия, Дальневосточный фронт), а уже 20 марта — на должность командира 422-й стрелковой дивизии, формировавшейся в районе станции Розенгартовка. После окончания формирования в июле дивизия под командованием Морозова была передислоцирована в район Сталинграда, где с августа вела тяжёлые оборонительные боевые действия на южных подступах к городу, а с 18 сентября вела наступательные бои из района Бекетовки на Купоросное и южную часть Сталинграда.
В декабре дивизия под командованием И. К. Морозова принимала участие в боевых действиях в районе Старая Отрада, а также в оборонительных боях в ходе Котельниковской операции. 10 января 1943 года начала наступление в отношении окружённой группировки войск противника в районе Цыбенко и затем наступала на Воропоново и Сталинград.
Приказом НКО СССР от 1 марта 1943 года 422-я стрелковая дивизия была преобразована в 81-ю гвардейскую, после чего была передислоцирована на р. Северский Донец в район Белгорода, где вела оборонительные боевые действия, а с 12 июля принимала участие в боевых действиях во время Курской битвы, а также в Белгородско-Харьковской операции, битве за Днепр, Кировоградской, Уманско-Ботошанской, Ясско-Кишинёвской и Дебреценской наступательных операциях.
В ноябре 1944 года генерал-майор Морозов направлен на учёбу на Высшие академические курсы при Высшей военной академии имени К. Е. Ворошилова, после окончания которых в апреле 1945 года переведён на учёбу на основной факультет этой же академии.

### Послевоенная карьера
Во время учёбы в октябре 1945 года назначен на должность командира 21-й гвардейской стрелковой дивизии (6-я гвардейская армия, Прибалтийский военный округ). После окончания академии Морозов в мае 1946 года назначен на должность командира 51-й гвардейской стрелковой дивизии (23-й гвардейский стрелковый корпус).
В апреле 1950 года зачислен в распоряжение Главного управления кадров и в декабре того же года назначен на должность начальника военной кафедры Сталинградского сельскохозяйственного института.
Генерал-майор Иван Константинович Морозов в феврале 1955 года вышел в запас. Умер 11 июля 1979 года в Волгограде.

## Награды
- Орден Ленина (21.02.1945);
- Пять орденов Красного Знамени (08.02.1943, 22.02.1943, 25.04.1943, 03.11.1944, 19.11.1951);
- Орден Кутузова 2 степени (27.08.1943);
- Орден Богдана Хмельницкого 2 степени (13.09.1944);
- Знак «Участнику Хасанских боёв»
- Медали;
- Наградное оружие (шашка).

## Мемуары
- Морозов И. К. Полки сражались по-гвардейски. В 2 томах. — Волгоград: Книжное издательство, 1962—1964.
- Морозов И. К. От Сталинграда до Праги: Записки командира дивизии. — 2-е изд. — Волгоград: Нижне-Волжское книжное издательство, 1976.
- Морозов И. К. Так сражались дальневосточники. // Битва за Сталинград. — 4-е изд. — Волгоград: Нижне-Волжское книжное издательство, 1973. — С.216—225.